# Tsunekazu Takeda

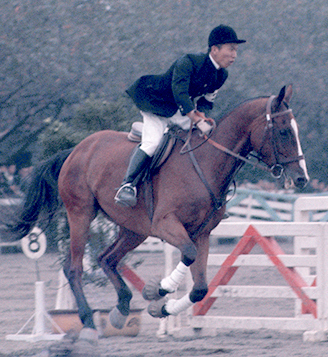
Tsunekazu Takeda

Tsunekazu Takeda  (jap. 武田 恒和; Takeda Tsunekazu; * 1. November 1947 in der Präfektur Tokio) ist ein ehemaliger japanischer Springreiter und heutiger Sportfunktionär. Er ist ein Urenkel des Kaisers Meiji. Seit 2001 ist er Präsident des Japanischen Olympisches Komitee und holte in dieser Zeit unter anderem die Olympischen Sommerspiele 2020 nach Tokio. Am 19. März 2019 kündigte er an, im Juni 2019 als JOC-Präsident und Mitglied des Internationalen Olympischen Komitees zurückzutreten.

## Allgemeines
Tsunekazu Takeda studierte Jura an der Keiō-Universität mit dem Schwerpunkt Politikwissenschaft. Wie schon sein Vater wurde er später Dozent an der Universität.

## Sportliche Karriere
Takeda war Springreiter und nahm an den Olympischen Sommerspielen 1972 und 1976 teil. 1972 belegte er mit seinem Pferd Josephine Platz 42 der Einzelwertung. Mit der Mannschaft erreichte er Platz 16. 1976 ritt er das Pferd Fink. Im Einzel wurde er 39., mit der Mannschaft belegte er Platz 13.
Nach seiner aktiven Karriere wurde er Trainer der japanischen Springreiter-Equipe. In dieser Funktion war er bei den Sommerspielen 1984, 1988 und 1992 dabei.

## Sportadministration
Tsunekazu Takeda war bei den Winterspielen 2002, den Sommerspielen 2004 und den Jugendspielen 2010 jeweils Chef de Mission der japanischen Olympiamannschaft. Seit 1987 ist er Mitglied des japanischen NOKs und ist seit 2001 deren Präsident. Seit 2011 ist er Vizepräsident des Olympic Council of Asia. Von 1998 bis 2002 war er Vizepräsident des Weltpferdesportverbandes Fédération Équestre Internationale. Seit 2002 ist er Ehrenvizepräsident. Seit 2014 ist er Vizepräsident des Organisationskomitees der Olympischen Sommerspiele 2020 in Tokio.

## IOC-Mitgliedschaft
2012 wurde Tsunekazu Takeda zum IOC-Mitglied gewählt. Er ist aktuell Mitglied der Kommission für die Koordination der Olympischen Winterspiele 2018, der Koordination der Olympischen Sommerspiele 2024 sowie der Vorsitzende der Kommission für Marketing.

## Ermittlungen
Im Januar 2019 wurde bekannt, dass in Frankreich Ermittlungen gegen Takeda wegen aktiver Korruption bei der Vergabe der Olympischen Spiele 2020 an Tokio eingeleitet wurden. Im Fokus steht insbesondere eine verdächtigen Zahlung von zwei Millionen Euro, an der Takeda im Zuge der Bewerbung beteiligt gewesen sein soll.